# Touchboardinstrument

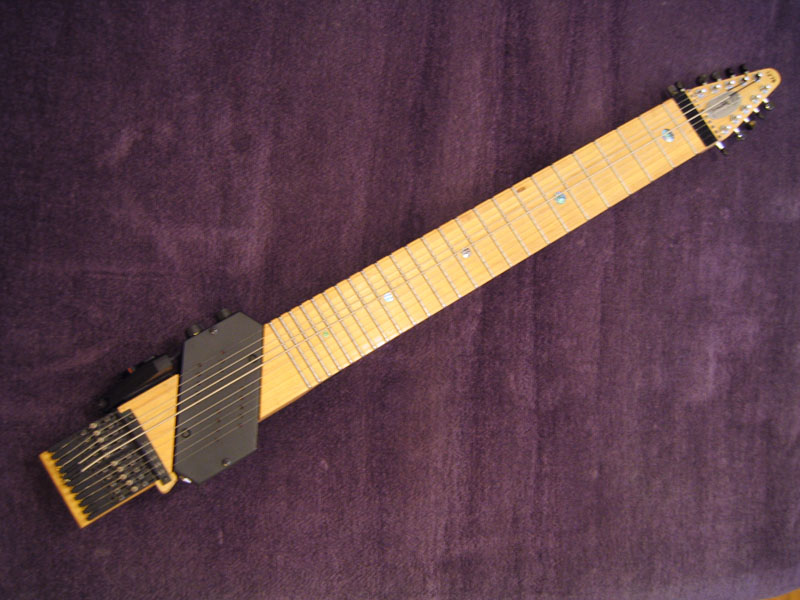
En Chapman Stick är en slags touchboardinstrument.

Touchboardinstrument är stränginstrument som spelas genom tapning. Exempel på instrument är Chapman Stick och Warrgitarrer.